# Zenodotus
Zenodotus (tiếng Hy Lạp cổ: Ζηνόδοτος) là một nhà ngữ pháp, nhà phê bình văn học, học giả Homer người Hy Lạpvà là thủ thư đầu tiên của Thư viện Alexandria.  Là người gốc Ephesus và một học trò của Philitas của Cos, ông sống trong triều đại của hai đầu Ptolemies, và ở đỉnh cao của danh tiếng của mình khoảng 280 TCN.

## Tiểu sử
Zenodotus là tổng giám đốc đầu tiên của Thư viện Alexandria và là biên tập viên quan trọng đầu tiên (διορθωτής diorthoute) của Homer. Các đồng nghiệp của ông trong thư viện là Alexander của Aetolia và Lycophron của Chalcis, người được phân công lần lượt là các nhà văn bi kịch và truyện tranh, Homer và các nhà thơ sử thi khác được giao cho Zenodotus.
Mặc dù ông đã bị khiển trách với sự độc đoán và không đủ kiến thức về tiếng Hy Lạp, nhưng việc hồi phục tác phẩm của ông chắc chắn đã đặt nền tảng vững chắc cho những lời chỉ trích trong tương lai. Sau khi đối chiếu các bản thảo khác nhau trong thư viện, ông đã mở rộng hoặc bỏ qua những câu thơ nghi ngờ, chuyển dòng hoặc thay đổi, và giới thiệu các bài đọc mới. Có khả năng ông chịu trách nhiệm phân chia các bài thơ Homer thành hai mươi bốn cuốn sách mỗi bài, và có thể là tác giả của việc tính toán những ngày tháng của Iliad trong Tabula Iliaca.